# Primo

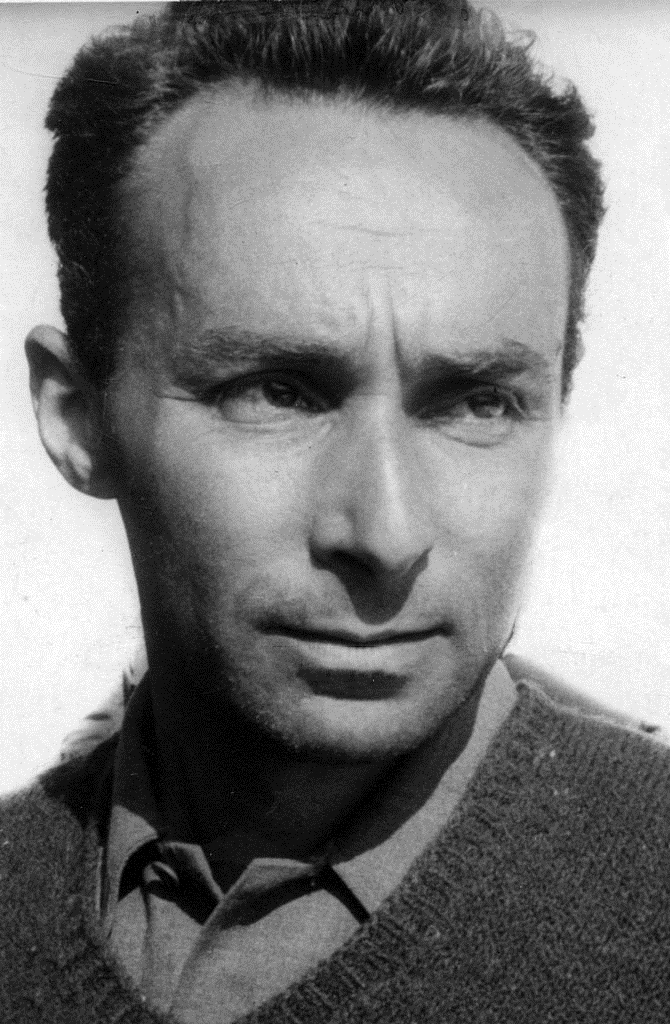
Primo Levi på 1950-talet.

Primo är ett italienskt förnamn.

## Personer med förnamnet
- Primo Conti (1900–1998), italiensk futuristisk målare
- Primo Levi (1919–1987), italiensk författare och kemist
- Primo Carnera (1906–1967), italiensk boxare och brottare